# 이가시
이가시(일본어: 伊賀市)는 일본 미에현 북부에 있는 도시이다. 2004년 11월 1일에 우에노시, 아야마군 이가정, 아야마정, 오야마다촌, 시마가하라촌, 나가군 아오야마정 등 6개 시정촌이 합병해 탄생한 시이다.

## 개요
교토, 나라, 이세를 연결하는 야마토 가도, 이가 가도, 하쓰세 가도가 지나는 교통의 요충지로 에도 시대에는 도도씨의 성시이자 이세 신궁 참궁자의 역참 마을로 번창했다. 수도와 인접하는 지리적, 역사적 배경 때문에 교토, 야마토 문화의 영향을 강하게 받으면서도 독자적인 문화를 형성했다. 특히 옛 우에노시에 해당하는 중심부는 역사 자산을 일찍부터 관광 자원화하는 것에 성공했기 때문에 이가 닌자 마을, 마쓰오 바쇼 탄생의 땅으로 알려져 있으며 예전에는 우에노시(上野市)였기 때문에 이가우에노(伊賀上野)라고도 불린다. 쇼와 시대 초기에 재건된 우에노성이나 닌자 박물관, 바쇼의 생가, 가기야의 길거리 전투 장소, 단지리 회관 등 관광 명소가 있다. 또 시가지는 전쟁으로 인한 파괴를 면해 "작은 교토" 중 하나로 꼽힌다.
최근에는 교외의 온천 시설과 풍부한 자연 환경 속에서 농업 체험이나 캠프 등으로 인기를 끌고 있다. 오사카와 나고야의 중간에 위치해 도시 중심부까지 양쪽에서 약 1시간 30분 거리로 비교적 가깝기 때문에 오사카, 나고야 방면에서 찾아오는 관광객이 많다.

## 지리
미에현 북서부에 위치하고 지형은 북동부는 스즈카 산계, 남서부는 야마토 고원, 남동부는 누노비키 산계에 둘러싸인 분지(이가 분지)를 형성하고 있어 저지, 대지는 적고 구릉지가 많다. 기즈강의 상류 지역이며 시가현, 나라현, 교토부와 접하기 때문에 미에현 안에서도 나바리시와 함께 긴키 지방에 포함시키는 경우가 있다.

### 인접한 자치체
- 미에현
  - 쓰시
  - 가메야마시
  - 나바리시

- 시가현
  - 고카시

- 교토부
  - 미나미야마시로촌

- 나라현
  - 나라시
  - 야마조에촌

### 기후
| 이가시의 기후                                                | 이가시의 기후 | 이가시의 기후 | 이가시의 기후 | 이가시의 기후 | 이가시의 기후 | 이가시의 기후 | 이가시의 기후 | 이가시의 기후 | 이가시의 기후 | 이가시의 기후 | 이가시의 기후 | 이가시의 기후 | 이가시의 기후   |
| 월                                                           | 1월           | 2월           | 3월           | 4월           | 5월           | 6월           | 7월           | 8월           | 9월           | 10월          | 11월          | 12월          | 연간            |
| ------------------------------------------------------------ | ------------- | ------------- | ------------- | ------------- | ------------- | ------------- | ------------- | ------------- | ------------- | ------------- | ------------- | ------------- | --------------- |
| 역대 최고 기온 °C (°F)                                       | 17.8 (64.0)   | 22.1 (71.8)   | 25.7 (78.3)   | 30.2 (86.4)   | 33.8 (92.8)   | 36.2 (97.2)   | 38.0 (100.4)  | 38.8 (101.8)  | 36.1 (97.0)   | 32.2 (90.0)   | 26.3 (79.3)   | 22.1 (71.8)   | 38.8 (101.8)    |
| 일평균 최고 기온 °C (°F)                                     | 8.3 (46.9)    | 9.4 (48.9)    | 13.4 (56.1)   | 19.2 (66.6)   | 24.0 (75.2)   | 26.9 (80.4)   | 31.0 (87.8)   | 32.5 (90.5)   | 28.1 (82.6)   | 22.2 (72.0)   | 16.5 (61.7)   | 10.9 (51.6)   | 20.2 (68.4)     |
| 일일 평균 기온 °C (°F)                                       | 3.5 (38.3)    | 4.0 (39.2)    | 7.3 (45.1)    | 12.7 (54.9)   | 17.9 (64.2)   | 21.8 (71.2)   | 25.8 (78.4)   | 26.7 (80.1)   | 22.8 (73.0)   | 16.7 (62.1)   | 10.7 (51.3)   | 5.7 (42.3)    | 14.6 (58.3)     |
| 일평균 최저 기온 °C (°F)                                     | −0.6 (30.9)   | −0.5 (31.1)   | 2.0 (35.6)    | 6.8 (44.2)    | 12.4 (54.3)   | 17.5 (63.5)   | 21.9 (71.4)   | 22.6 (72.7)   | 18.7 (65.7)   | 12.1 (53.8)   | 5.7 (42.3)    | 1.2 (34.2)    | 10.0 (50.0)     |
| 역대 최저 기온 °C (°F)                                       | −9.6 (14.7)   | −9.6 (14.7)   | −7.8 (18.0)   | −4.8 (23.4)   | −0.8 (30.6)   | 5.6 (42.1)    | 11.3 (52.3)   | 11.1 (52.0)   | 5.1 (41.2)    | −1.0 (30.2)   | −5.0 (23.0)   | −9.5 (14.9)   | −9.6 (14.7)     |
| 평균 강수량 mm (인치)                                        | 50.9 (2.00)   | 60.0 (2.36)   | 104.2 (4.10)  | 104.2 (4.10)  | 139.7 (5.50)  | 194.3 (7.65)  | 194.3 (7.65)  | 136.4 (5.37)  | 187.3 (7.37)  | 146.7 (5.78)  | 72.1 (2.84)   | 50.8 (2.00)   | 1,440.9 (56.73) |
| 평균 강수일수 (≥ 0.5 mm)                                     | 8.0           | 8.8           | 11.4          | 10.9          | 11.2          | 13.3          | 13.1          | 10.1          | 11.6          | 10.3          | 8.0           | 8.2           | 125.0           |
| 평균 상대 습도 (%)                                           | 71            | 70            | 69            | 67            | 69            | 75            | 76            | 75            | 77            | 77            | 76            | 73            | 73              |
| 평균 월간 일조시간                                           | 125.0         | 121.0         | 154.7         | 174.8         | 183.4         | 132.8         | 155.3         | 191.7         | 142.0         | 143.4         | 136.1         | 135.0         | 1,806.9         |
| 출처: 일본 기상청 (평년값: 1991년~2020년, 극값: 1937년~현재) |               |               |               |               |               |               |               |               |               |               |               |               |                 |

## 인구
| 연도 | 인구    | ±%    |
| ---- | ------- | ----- |
| 1960 | 99,821  | —     |
| 1970 | 92,841  | −7.0% |
| 1980 | 95,582  | +3.0% |
| 1990 | 97,752  | +2.3% |
| 2000 | 101,527 | +3.9% |
| 2010 | 97,215  | −4.2% |

## 역사

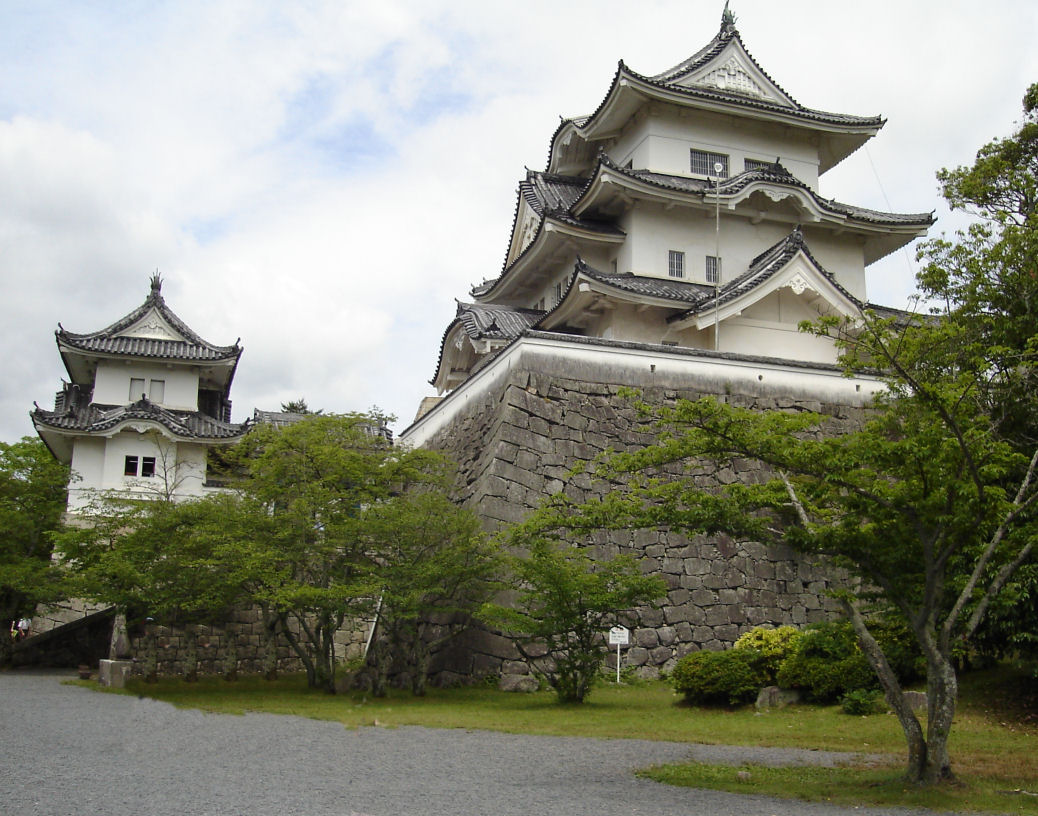
우에노성

- 2004년 11월 1일 - 우에노시, 아야마군 이가정, 아야마정, 오야마다촌, 시마가하라촌, 나가군 아오야마정이 합병해 탄생했다.

## 교통

### 철도
- 긴키 닛폰 철도
  - 오사카선
    - (← 나바리시 미하타역) - 이가칸베역 - 아오야마초역 - 이가코즈역 - 니시아오야마역 - (쓰시 히가시아오야마역 →)

- 이가 철도
  - 이가선
    - 이가우에노역 - 니이역 - 니시오테역 - 우에노시역 - 히로코지역 - 가야마치역 - 구와마치역 - 시주쿠역 - 이다미치역 - 이치베역 - 이나코역 - 마루야마역 - 우에바야시역 - 히도역 - 이가칸베역

- 서일본 여객철도
  - 간사이 본선
    - (← 가메야마시 가부토역) - 쓰게역 - 신도역 - 사나구역 - 이가우에노역 - 시마가하라역 - (미나미야마시로촌 쓰키가세구치역 →)

  - 구사쓰선
    - 쓰게역 - (고카시 아부라히역 →)

### 도로
- 국도 25호선
- 국도 제163호선 (일본)(일본어판)
- 국도 제165호선 (일본)(일본어판)
- 국도 제368호선 (일본)(일본어판)
- 국도 제422호선 (일본)(일본어판)

## 한국과의 관계
2008년 2월 23일~24일 이틀 동안 서울특별시 롯데월드에서 서울시 관광협회, 이가우에노 관광협회와 함께 개최한 한·일 교류의 해 기념 행사에서 닌자 퍼포먼스 협찬에 참여했다.

## 같이 보기
- 이가류